# Iomus obliquus
Iomus obliquus är en mångfotingart som beskrevs av Cook 1911. Iomus obliquus ingår i släktet Iomus och familjen fingerdubbelfotingar. Inga underarter finns listade i Catalogue of Life.